# Abraham Bosschaert

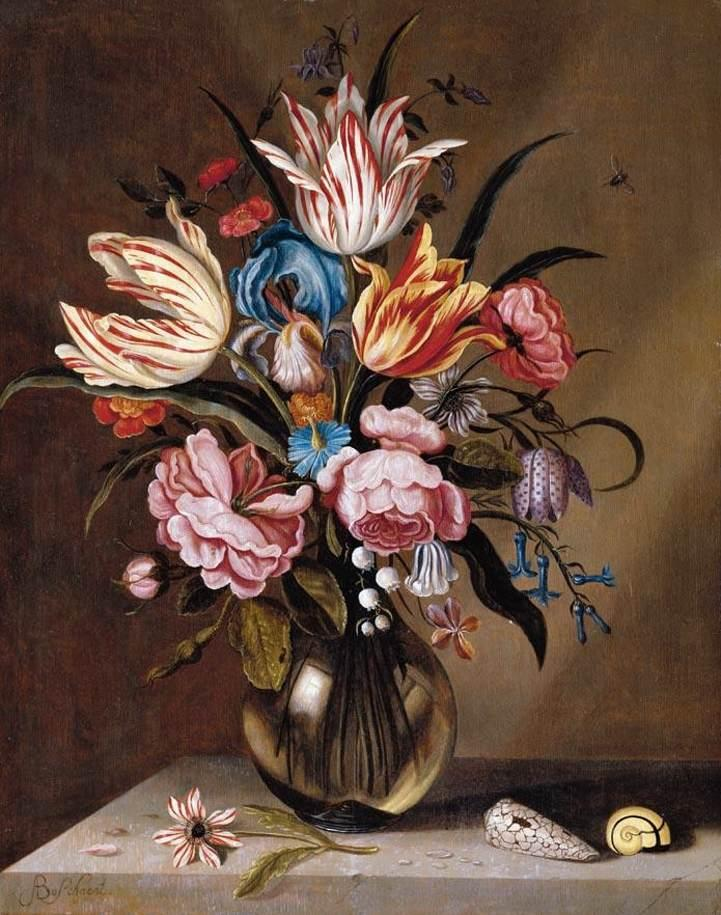
Bloemen in een glazen vaas, privécollectie

Abraham Bosschaert (Middelburg, 1612 of 1613 - Utrecht, begr. 4 april 1643) was een Nederlands kunstschilder. Hij vervaardigde landschappen en vooral bloem- en vruchtenstillevens.
Bosschaert was een zoon van Maria van der Ast en Ambrosius Bosschaert de Oude en de jongste broer van Ambrosius Bosschaert de Jonge en Johannes Bosschaert. De laatste twee leidden hem op in het vak en verdere scholing onderging hij bij zijn oom Balthasar van der Ast in Utrecht. Al deze schilders werkten in hetzelfde genre, zoals dat was ingezet door vader Ambrosius. Het werk van Abraham en de jonge Ambrosius toonde zoveel gelijkenis dat zij slechts door middel van hun signering van elkaar konden worden onderscheiden. De eerder als 'Monogrammist AB' bekendstaande Abraham Bosschaert werd pas in 1992 geïdentificeerd.
Van 1637 tot 1643 woonde de schilder in Amsterdam. Kort voor zijn dood keerde hij terug naar Utrecht, waar hij in april 1643 overleed.